# Guido Pollemans
Guido Pollemans (Breda, 1977) is een Nederlands acteur. Hij is vooral bekend door zijn rol als Björn Couwenberg in het VARA-thrillerdrama Overspel en zijn rol als 'D'n Dave' in de films New Kids Turbo en New Kids Nitro.

## Filmografie

### Televisie
- Voetbalouders (2025) Edwin
- De Freek Tapes (2025) Jan Vonk
- Onopgelost (2024) Jeroen
- Sinterklaasjournaal (2024) Brugwachter
- Anoniem (2023) Jack
- Diepe Gronden  (2022) Sjoerd de Vos
- Flikken Maastricht (2019-2020) Jim Peeters
- De regels van Floor (2019) aurohealer
- De 12 van Schouwendam (2019) Olaf Witte
- Oogappels (2019-heden) Martin Zwagerman
- Bon Bini Holland 2 (2018) Jos
- Zomer in Zeeland (2018) Henry (Tim)
- Papadag (2017-2020) Martijn
- Zenith (2017) Vader Joost
- Tessa (2015) Rector Ralf
- Moordvrouw (2015) Raymond Bos
- Smeris (2014) Mick Faassen
- Van God Los (2011) Meindert
- Overspel (2011 - 2015) Björn Couwenberg
- Levenslied (2011) Sjoerd
- Wolfseinde (2008-2009) Zepp Swart
- Spangen (2007-2008) Menno[1]
- Spoorloos Verdwenen (2006) Arjan Dikkens
- Lieve Lust (2005) Jasper
- Lotte (2005) Guido Pollemans ex van Marcella (afl 140-145)

### Film
- Drie dagen vis (2024) - Dick
- De Libi (2019) - Rechercheur
- King of the Road (2019) - Barry
- Kapsalon Romy (2019) - Willem
- Bon Bini Holland 2 (2018) - Jos
- La Holandesa (2017) - Frank
- De Masters (2015) - Donny
- Loodvrij (2014) - Overvaller
- Jong (2012) - Ome Frits
- Van de Wereld (2012) - Rolf
- Drône (2011) - Sensor
- New Kids Nitro (2011) - D'n Dave
- De Bende van Oss (2011) - Piet van der Heijden
- Olifantenvoeten (2010)- Chris
- Buwkowski (2010)
- New Kids Turbo (2010) - D'n Dave
- Restlucht (2010) - Marcel
- They Shoot Horses (2010) - Bo
- Den Helder (2008) - Dimitri
- Blindgangers (2006) - Riche
- Wolf (2006) - Wolf
- Gearnsey (2004)
- Boy Meets Girl Stories (2004)
- Amazones (2004) - Tim
- Paradise Girls (2004) - Benny